# Jaszenica
Jaszenica (1899 és 1920 között Felsőjeszenő, szlovákul Oravská Jasenica) község Szlovákiában, a Zsolnai kerület Námesztói járásában.

## Fekvése
Námesztótól 4 km-re délnyugatra fekszik.

## Története
A falu a 16. század második felében keletkezett, először 1588-ban említik „Jasenicza” alakban. Az árvai váruradalomhoz tartozott. 1588-ban „Jassenicze”, 1604-ben „Jessenycza”, 1608-ban „Jasenycza” néven szerepel az írott forrásokban. Pásztorok és földművesek faluja volt. 1610-ben tűzvész pusztította. 1683-ban a lengyel hadak pusztítása miatt vált lakatlanná, de 1715-ben már mintegy 350 lakosa volt. 1739 és 1742 között is elnéptelenedett, ekkor pestis pusztította ki. Ezután hamarosan újratelepítették. 1778-ban 594 volt a lakosai száma. 1782-ben uradalmi serfőzde kezdte meg működését.
A 18. század végén Vályi András így ír róla: „JASZENITZA. Tót falu Árva Várm. földes Ura a’ K. Kamara, lakosai katolikusok, fekszik Námesztó Városához egy órányira, és annak filiája, Biela folyó víz mellett, határja hegyes, mindazáltal meglehetős termékenységű, lakosai leg inkább juhoknak tartásokból élnek, és vásznakat készítenek, vagyon itt a’ földes Uraságnak nagy jövedelmű ser, és palinka föző háza is, mivel lakosainak kedves, és minden napi itallyok a’ pálinka.”
1828-ban 116 házában 1039 lakos élt. 1831-ben a szörnyű kolerajárványban csaknem az egész falu kipusztult. Lakói földműveléssel, tutajozással foglalkoztak. A faluban kőbánya is működött.
Fényes Elek 1851-ben kiadott geográfiai szótárában így ír a faluról: „Jaszenicza, tót falu, Árva vmegyében, 1005 kath., 34 zsidó lak. Nagy urasági ser- és pálinkafőző ház. Gyolcs-készités és kereskedés. Sessiója: 61 1/8. F. u. az árvai urad.”
A trianoni diktátumig Árva vármegye Námesztói járásához tartozott.
1957-ben egy tűzvészben 57 háza égett le.

## Népessége
| Év:            | 1994. | 2004.    | 2014.    | 2024.    |
| -------------- | ----- | -------- | -------- | -------- |
| Emberek száma: | 1412  | 1575     | 1789     | 1992     |
| Eltérés:       |       | +11,54 % | +13,58 % | +11,34 % |

| Év:            | 2023. | 2024.   |
| -------------- | ----- | ------- |
| Emberek száma: | 1973  | 1992    |
| Eltérés:       |       | +0,96 % |

1910-ben 885, túlnyomórészt szlovák lakosa volt.
2001-ben 1499 lakosából 1492 szlovák volt.
2011-ben 1727 lakosából 1679 fő szlovák.

## Nevezetességei
- Urunk Színeváltozása tiszteletére szentelt római katolikus temploma 1882-ben épült barokk-klasszicista stílusban.
- Martin Hamuliak emlékmúzeum.
- A Hétfájdalmú Szűzanya tiszteletére szentelt kápolnája.
- A falu előtt álló Szenvedő Krisztus oszlop az 1831-es kolerajárvány áldozatainak emlékére készült 1832-ben.
- A temetőben álló Szentháromság oszlop 1742-ben készült.
- A községben két, a 19. század végén épített kápolna is áll.

## Híres emberek
Itt született 1789-ben Martin Hamuliak szlovák hazafi, lapszerkesztő, a szlovák nyelv propagátora és harcosa.

## Külső hivatkozások
- Honlap
- Községinfó
- Jaszenica Szlovákia térképén
- A község az Árvai régió honlapján
- E-obce.sk Archiválva 2008. szeptember 16-i dátummal a Wayback Machine-ben